# Liriomyza imurai
Liriomyza imurai är en tvåvingeart som beskrevs av Mitsuhiro Sasakawa 1993. Liriomyza imurai ingår i släktet Liriomyza och familjen minerarflugor. Inga underarter finns listade i Catalogue of Life.